# Степанов, Елисей Алексеевич
Елисей Алексеевич Степанов (род. 6 июня 1997 года в Санкт-Петербурге) — российский пловец, чемпион и призёр чемпионатов России, мастер спорта России.

## Биография
Состоял в Детско-юношеской спортивной школе «Комета», Санкт-Петербург. Первый тренер — И. С. Осипова.
Высшее образование Елисей получил в Дальневосточном федеральном университете (2016—2019) по направлению «Физическая культура». Там же окончил магистратуру (2019—2021) по направлению «Спортивный менеджмент».
После окончания обучения вернулся в Санкт-Петербург, где стал работать тренером по плаванию по специализации «Оздоровительное и спортивное плавание».

### Юниорская и молодёжная карьера
В 2015 году вошёл в состав сборной России по плаванию для участия в первенстве мира среди юниоров (Сингапур). Выиграл «бронзу» в эстафете 4×200 м (вольный стиль). Состав команды: Эрнест Максумов, Елисей Степанов, Даниил Антипов и Александр Прокофьев. В мужской эстафете 4×100 м (вольный стиль) Владислав Козлов, Алексей Брянский, Елисей Степанов и Игорь Шадрин установили юношеский рекорд России — 3.19,28..
В августе 2017 года стал бронзовым призёром Всемирной летней Универсиады в эстафетах 4×100 м в/с и 4×200 м в/с. Соревнования проходили в городе Тайбэй.

### Взрослая карьера
В 2014 году стал призёром чемпионата России на короткой воде в эстафете 4×200 м в/с («серебро»), в 2015 году — в эстафете 4×50 м в/с («серебро»), в 2016 году — в эстафете 4×200 м в/с («золото»), в 2017 году — в эстафете 4×50 м в/с («бронза»).
В 2015 году стал победителем Европейских игр в эстафете 4×200 м в/с, бронзовым призёром в смешанной эстафете 4×100 м в/с и бронзовым призёром в личном зачёте (200 м вольный стиль).